# SHDSL
SHDSL (англ. Single-pair High-speed + DSL), G.shdsl, ITU G.991.2 - одна з xDSL технологій, забезпечує симетричну дуплексну передачу даних сигналу по парі мідних провідників. Використовується переважно для з'єднання абонентів з вузлом доступу провайдера (так звана остання миля). Основні ідеї взяті з технології HDSL2.
Технологія дозволяє двом пристроям обмінюватися даними по звичайній телефонній лінії з швидкістю до 2,3 Мбіт / с. Застосування системи кодування TC- PAM ( Trellis coded PAM ) і зміщення частот для низхідного і висхідного трафіку надає можливість оптимально використовувати всю смугу частот для передачі трафіку. Такий метод модуляції гарантує майже граничну швидкість передачі інформації по лінії. На відміну від кодування 2B1Q або CAP , які застосовуються в HDSL , спектр сигналу локалізована в більш вузькій смузі частот. Це допомагає уникнути перехресних перешкод ( при спільній роботі на одному кабелі ) з обладнанням , що функціонує як по інших DSL- технологіям , так і по самій G.SHDSL.
У G.SHDSL ефективно використовується адаптація швидкості передачі, здатна змінюватися з кроком 8 кбіт/с від 192 кбіт/с до максимального значення 2,32 Мбіт/с, відповідного швидкості каналу E1. Застосування ехоподавлення забезпечує дуплексний зв'язок при всіх значеннях швидкості.